# Tema dels Buccel·laris
El tema dels Buccel·laris (grec medieval: θέμα Βουκελλαρίων, Thema Vukel·laríon) fou un tema de l'Imperi Romà d'Orient entre mitjans del segle viii i la seva conquesta pels seljúcides a finals del segle xi. El seu nom deriva dels buccel·laris, una unitat de cavalleria d'elit d'orígens gòtics o romans. En el moment de la seva creació, abastava la majoria de l'antiga regió de Paflagònia i parts de Galàcia i Frígia. Tanmateix, en segles posteriors perdé part del seu territori, primer quan la meitat nord-oriental del tema en fou separada i possiblement fusionada amb part del tema dels Armeníacs per formar el nou tema de Paflagònia, i després quan l'emperador Lleó VI el Filòsof (r. 886–912) separà un tros del sud i sud-est del seu territori per crear els nous temes de Capadòcia i Carsiànon.